# Blue October (Amerikaanse band)
Blue October is een in 1995 geformeerde  Amerikaanse alternatieve rockband, afkomstig uit Houston, Texas. De band had zeventien Top 40-singles en acht studioalbums in de alternatieve rockhitlijst en is vooral bekend om hun platina-singels Hate Me en Into the Ocean van hun platina-album Foiled uit 2006.

## Bezetting

### Huidige bezetting
- Justin Furstenfeld (leadzang, ritmegitaar, 1995-heden)
- Jeremy Furstenfeld (drums, percussie, 1995-heden)
- Ryan Delahoussaye (viool, mandoline, keyboard, 1995-heden)
- Matt Noveskey (basgitaar, 1998-2002, 2004-heden)
- Will Knaak (leadgitaar, 2018-heden)

### Voormalige leden
- Liz Mulally (basgitaar, 1995-1998)
- Brant Coulter (leadgitaar, 1999-2000)
- C.B. Hudson (leadgitaar, 2000-2010, 2013-2016)
- Dwayne Casey (basgitaar, 2002-2003)
- Piper Skih (basgitaar, 2003-2004)
- Julian Mandrake (ritmegitaar, 2006, leadgitaar, 2011-2013)
- Matthew Ostrander (leadgitaar, 2016-2018)

## Geschiedenis van de band
Blue October werd geformeerd door Justin Furstenfeld en Ryan Delahoussaye, die elkaar op de middelbare school leerden kennen. Voordat ze de volledige band vormden, speelde het duo samen onder de naam Harvest, waarbij Justin zong en gitaar speelde en Ryan mandoline en viool speelde en achtergrondzang deed. Ryan werkte op dat moment in een restaurant in Houston, en nodigde restauranthoudster Elizabeth 'Liz' Rapstein Phillips-Mulally uit om mee te doen op basgitaar nadat ze een gesprek had aangeknoopt toen ze merkte dat ze een drumsleutel aan haar sleutelhanger had. Justins oudere broer Jeremy keek op een dag naar de repetitie van de band in het huis van Liz. Liz had een drumstel en Justin haalde Jeremy over om mee te drummen, ook al had hij nog nooit gespeeld. De band speelde hun eerste show kort nadat Jeremy erbij was gekomen. Jeremy woonde in San Marcos en de andere leden (behalve Liz) verhuisden in 1996 om zich bij hem aan te sluiten. Liz verliet de band in 1998 en werd vervangen door Matt Noveskey. De band wilde een tweede gitarist toevoegen zodat Justin zich meer kon concentreren op het zingen tijdens shows en organiseerde in 1999 een auditie voor gitaristen. Brant Coulter werd gekozen als leadgitarist; hij verliet de band echter eind 2000 toen Blue October door Universal Records werd gedropt.
C.B. Hudson trad eind 2000 toe op leadgitaar na een toevallige ontmoeting met Justin in een restaurant in San Marcos. Aan het einde van de Consent to Treatment-tournee in 2002 verliet Matt Noveskey de band om gezondheidsredenen en werd vervangen door Dwayne Casey. Dwayne en Matt speelden beiden op het volgende album History for Sale en Dwayne toerde met de band in 2003. In augustus 2003 werd Dwayne vervangen door Piper Skih Swinford-Dagnino), die getrouwd is met een van de co-managers van Blue October en is ook een gevestigde professionele bassist. Piper toerde met de band in 2004 en verscheen op het livealbum/dvd Argue With a Tree... Tijdens de voorbereidingen voor het opnemen van het volgende album Foiled werd Matt Novesky teruggeroepen als de officiële bassist, waardoor de band terugkeerde naar hun meest herkenbare bezetting. Deze bezetting nam de volgende twee albums op en toerde ermee. Aan het einde van de Approaching Normal-tournee kondigde C.B. Hudson aan dat hij de band zou verlaten om zich te concentreren op het stichten van een gezin en het nastreven van zijn droom om een opnamestudio te bezitten.
CB werd vervangen door voormalig Canvas-gitarist Julian Mandrake, die eerder in 2006 een tournee-gitarist was geweest voor Blue October, waar hij Justins gitaarpartijen deed terwijl Justin herstellende was van een knieblessure. Julian speelde met Blue October op hun Ugly Side akoestische tournee en ook op de Any Man in America tournee. Tijdens de opnamesessies voor Sway begin 2013 werd C.B. Hudson gevraagd om medio 2013 terug te komen en op het album en shows te spelen, waarmee Blue October opnieuw terugkeerde naar hun vorige bezetting. C.B. nam op met Blue October voor hun album Home uit 2016 en verscheen op publiciteitsfoto's met de band, maar hij moest afscheid nemen van de band vanwege een sleutelbeenblessure, opgelopen tijdens een motorcross-ongeluk en Matthew Ostrander trad in 2016 toe op leadgitaar voor de Home-tournee. Op 13 april 2016 werd bevestigd dat CB niet zou terugkeren. Op 24 januari 2018 plaatste Matthew Ostrander een video op Instagram waarin hij aankondigde dat hij de band tien dagen eerder had laten weten dat hij zou aftreden. In februari 2018 werd Will Knaak aangekondigd als de nieuwe leadgitarist.

## Geschiedenis

### De vroege jaren
Blue October werd geformeerd door zanger/songwriter/gitarist Justin Furstenfeld, zijn broer Jeremy en multi-instrumentalist Ryan Delahoussaye. De band werd in 1998 ontdekt door voormalig Kid Rock-manager Michael Rand tijdens een optreden in het Pappadeaux Cafe in Houston. Zijn bureau boekte vervolgens meer dan 350 optredens voor de band. Dit werk leidde er uiteindelijk toe dat Michael de band introduceerde bij Doug Morris, CEO van Universal Music Group, onder leiding van de oude A&R-vertegenwoordiger Reen Nalli. De band verhuisde in december 1996 naar San Marcos en werd in 1999 gecontracteerd bij Universal Records.
Met Justin en Jeremy's ouders als managers onder de naam RoDan Entertainment, bracht Blue October in 1998 hun eerste album The Answers uit, een goed ontvangen debuut waarvan alleen al in Houston meer dan 5.000 exemplaren werden verkocht. Dankzij een op fans gebaseerde connectie met KTRK-TV (kanaal 13) van ABC, kon Blue October een nieuwspresentatie in de vroege ochtend plannen, het eerste live televisieoptreden van de band. Andere niet uitgebrachte nummers uit deze periode, zoals Rust, Colorado 5591, His Name Is Crazy, Gun Metal Blue, Dollar 30 Gravy en 5 Day Walk zijn te vinden op YouTube.
Blue October trok begin 1998 de aandacht van de grote platenlabels tijdens het werken met producent dB (Don Byczynski). De pre-productie begon om Blue October een meer 'radio-ready' geluid te geven, met nieuwe nummers en om materiaal te herschrijven naast The Answers. Tracking werd gedaan in een studio bij Justins huis in San Marcos. De opnamen werden naar Universal gestuurd en in 1999 tekende Blue October bij Universal Records voor de publicatie van hun tweede album Consent to Treatment. De band werd in 2000 gedropt door Universal Records.
Na te zijn gedropt, rekruteerde de band de gitarist C.B. Hudson en ging weer op pad. In november 2002 tekende de band bij het in Texas gevestigde managementbedrijf Rainmaker Artists. Rainmaker tekende meteen bij hun platenlabel. Vlak voordat hij de studio inging verliet Matt Noveskey de band om persoonlijke redenen. De overige bandleden zetten door en gingen de studio in om op te nemen wat hun derde album History for Sale zou worden. De eerste single van History For Sale was Calling You, uitgebracht in februari 2003. Op 20 maart 2003 voegde radiostation 102.1 the EDGE in Dallas Calling You toe aan de reguliere rotatie, van waaruit het zich begon te verspreiden naar radiostations over de hele wereld, met een ontvangt van meer dan 56.585 spins in de Amerikaanse ether. Rainmaker nam de band mee naar New York, waar de band begin mei 2003 gedurende een week meerdere liveoptredens speelde voor Atlantic Records, Columbia Records en Universal Records. Blue October kreeg vervolgens platendeals aangeboden door elk bedrijf. Uiteindelijk keerde de band in mei 2003 terug naar Universal Republic Records. History for Sale werd vervolgens in augustus 2003 opnieuw uitgebracht bij Universal Republic. History for Sale was grotendeels een reactie op het toezicht van Universal op de band tijdens het productieproces van Consent to Treatment. Dit kwam duidelijk naar voren in nummers als Somebody en Inner Glow. Calling You bleef het grootste mainstream-succes van de band tot hun single Hate Me uit 2006.

### 2006-2010
De band maakte hun netwerktelevisiepremière op 14 april 2006 met Hate Me, de eerste single van Foiled in The Tonight Show met Jay Leno. Ze verschenen bij Jimmy Kimmel Live! op 28 juni 2006. Blue October was in 2006 ook in Late Night with Conan O'Brien. Op 14 november 2006 opende Blue October voor The Rolling Stones in Boise, Idaho. Hate Me werd uitgebracht bij Modern Rock-radiostations en klom snel op naar nummer twee in de Billboard Modern Rock Tracks-hitlijst. Hate Me bleef 20 weken lang in de top vijf van de Modern Rock-hitlijst, terwijl het als tweede geplaatste nummer twee keer werd gepasseerd door zowel Pearl Jam als de Red Hot Chili Peppers. Hate Me zou nooit de nummer één bereiken. De videoclip voor Hate Me debuteerde bij VH1 en maakte later een plons op nummer 13 in de door de gebruiker gestuurde video-countdown-show VH1 Top 20 Video Countdown. Into the Ocean, de tweede single van het album, werd uitgebracht op 17 juli 2006. De videoclip voor het nummer kwam binnen op nummer drie in de VH1 Top 20 Video Countdown tijdens de laatste week van 2006 van de show en bereikte medio februari 2007 de nummer 1-positie. Into the Ocean bereikte nummer 20 in de Modern Rock Tracks. De volgende single van de band was She's My Ride Home, die ze op 25 april 2007 in Late Night with Conan O'Brien uitvoerden.
Op 22 februari 2007 werd het vierde album Foiled met platina onderscheiden, goed voor 1,4 miljoen verkochte albums in de Verenigde Staten. Zowel Hate Me als Into the Ocean werden ook gecertificeerd als platina verkopende singles.
Als resultaat van het bereiken van een nieuw publiek dat Blue October heeft verkregen met zijn Foiled-album, heeft Blue October een uitbreiding van zijn tourneelocaties ondergaan. Oorspronkelijk beperkt tot Texas en delen van het Midwesten en Zuidwesten van de Verenigde Staten, begon Blue October met het toeren naar locaties die de hele Verenigde Staten bestrijken, daarnaast werden locaties toegevoegd aan hun schema in Alaska, Hawaii, Canada, Mexico, Engeland, Frankrijk, Ierland, Schotland, Duitsland en Nederland.
In augustus 2008 was Justin te zien in een uitverkochte tournee door vier steden met Stephenie Meyer, auteur van de Twilight-serie. Tijdens deze tournee bracht Justin de twee nieuwe nummers Blue Skies en My Never in première, die zouden worden opgenomen op het vijfde studioalbum van de band. Twilight-auteur Stephenie Meyer is een fan van Blue October en hun muziek heeft een deel van de populaire boekenreeks geïnspireerd.
Het vijfde studioalbum Approaching Normal werd uitgebracht op 24 maart 2009. Het werd verspreid via - net als zijn voorgangers - Universal. In plaats van dat Justin Furstenfeld het album produceerde, werd Approaching Normal geproduceerd door Steve Lillywhite (U2, Peter Gabriel, Dave Matthews Band). Het album kwam binnen op nummer 13 in de Billboard 200. De band bracht twee versies van het album uit, elk met een ander bonusnummer: een expliciete versie met The End als bonusnummer, en een schone versie met Graceful Dancing als bonusnummer. Graceful Dancing werd eind 2008 ook uitgebracht als een speciaal geschenk aan fans die hadden ondertekend in de e-maillijst van de band.
Dirt Room was de eerste single van het album, uitgebracht op 23 december 2008. Dirt Room werd de tweede Top 5 Modern Rock single (vierde Top 40 Modern Rock hit) van Blue October met een piek op nummer 7 op 8 april 2009. Say It werd uitgebracht als de tweede single op 24 april 2009. Say It was de vijfde Top 40 Modern Rock-hit van Blue October met een piek op nummer 29 op 24 juli 2009. Say it ging ook over naar het Hot AC radioformat waardoor de band zijn vierde Top 40 Hot AC-hit kreeg met een piek op nummer 28 op 13 oktober 2009. Het nummer werd voor het eerst uitgevoerd op Edgefest 17 op 27 april 2008 in Dallas.
In mei 2009 werd de show van Blue October in Pittsburgh geannuleerd door de brandweer en de politie van Pittsburgh vanwege overbevolking en onveilige omstandigheden. Om de fans niet teleur te stellen, zette de band hun uitrusting op de hoek buiten de zaal en speelde een mini-optreden tot grote vreugde van de fans.
Op 22 oktober 2009 kondigde Blue October aan dat de rest van de tournee was afgelast, omdat Justin Furstenfield aan een ernstige mentale angstaanval leed. Een maand of twee na zijn aanval keerde hij terug om op te treden in Stubb's Outdoor Amphitheatre in Texas. De tournee werd verplaatst naar 2010.
In juli 2010 speelde Blue October een reeks akoestische concerten die werden opgenomen voor het live unplugged album Ugly Side: An Acoustic Evening With Blue October, uitgebracht op 10 mei 2011. In februari 2011 kondigde de band op hun website aan dat ze tussen maart en mei 2011 op een akoestische tournee zou gaan.

### 2010-2019
Op 1 juni 2010 kondigde de band aan dat ze begonnen met de pre-productie van hun volgende door Tim Palmer geproduceerde studioalbum. Eind 2010 en begin 2011 gingen ze terug naar de studio om de opnamen van het album Any Man in America af te ronden, dat debuteerde op 16 augustus 2011.
In de week van 14-18 februari had Blue October-zanger Justin Furstenfeld een optreden als gast-deejay bij het radiostation KROX-FM. Justin stelde de vier nieuwe nummers The Chills, The Waiting, The Getting Over It Part en The Flight (Lincoln to Minneapolis) voor via de ether, waarschijnlijk voor het nieuwe album. Op 3 april kondigde Justin Furstenfeld aan dat het album zou worden uitgebracht door RED Distribution, een Sony-label voor onafhankelijke artiesten. Hun voormalige label Universal Motown had hen een '360 deal' aangeboden, die de band afwees en in plaats daarvan ervoor koos om onafhankelijk te worden en hun eigen label Up/Down Records op te richten. Op 4 mei 2011 speelde Blue October het eerste volledige nummer van het nieuwe album The Feel Again live. Op 6 mei 2011 speelde Blue October een tweede nummer in Saint Louis van hun aanstaande album The Follow Through. Justin voerde een duet uit met Patricia van de band The Soldier Thread voor het nummer.
Op 25 juli 2011 werd de officiële videoclip voor de eerste single The Chills uitgebracht via het Vevo-kanaal.
Op 16 augustus 2011 werd Any Man in America uitgebracht in de Verenigde Staten. Op 25 augustus 2011 kwam Any Man in America binnen op nummer 8 in de Billboard Album Sales Chart, waarmee Blue October hun eerste albumdebuut in de top 10 kreeg. Op 24 september 2011 piekte The Chills, de eerste single van Any Man in America, op nummer 26 in de Billboard Modern Rock Chart, waarmee Blue October hun 6e Top 40 Modern Rock-radiohit kreeg.
In oktober 2012 was Justin Furstenfeld bijna klaar met het schrijven van de nummers voor het zevende album van Blue October. Begin 2013 ging hij de studio in met de band en producent David Castell (die ook Foiled coproduceerde en History For Sale produceerde). De officiële publicatiedatum was 20 augustus 2013. De band bracht de eerste single van het album uit in februari 2013. Het nummer Light You Up maakte zijn livedebuut op 7 oktober 2012 in Millvale, Pennsylvania. Op dinsdag 18 december bracht de band de single The Scar uit, wat een vertolking is van een nummer van Justin Furstenfeld.
Drummer Jeremy Furstenfeld kondigde op Twitter aan dat de band op 14 januari 2013 begon met de repetities voor het nieuwe album. Ze eindigden met de repetities op 30 januari en waren bereid om de studio in te gaan om het album op te nemen, hetgeen plaats vond op 5 februari 2013. Justin Furstenfeld onthulde in een interview dat de studio de hele maand februari en maart aan hen was verhuurd. Op zijn officiële Twitter-account vermeldde Justin de nummers die zouden worden opgenomen voor het nieuwe album, waaronder Light You Up, Still Broken, Sway (het titelnummer) en Sorry Hearts. Het nummer Still Broken werd oorspronkelijk uitgebracht als nummer van The Last Wish op hun album The First of February uit 1995, maar kwam uiteindelijk niet op het album voor. Het nummer Sorry Hearts werd uitgebracht op de begeleidende ep Debris.
De band voltooide de opname van het nieuwe album op 27 maart 2013. De eerste single Bleed Out werd uitgebracht op 17 juni 2013. Verschillende nummers werden overwogen voor de eerste single, waaronder Bleed Out, Angels in Everything, Things We Do at Night en Light You Up. Het album kreeg positieve kritieken. Op 10 augustus 2013 brachten ze de tweede single Angels in Everything uit voor de internationale markten.
De video voor het nummer Fear werd op 2 november 2014 gepubliceerd op het YouTube VEVO-kanaal van Blue October. Op 20 november 2015 werd het live dvd/album Things We Do at Night – Live from Texas uitgebracht.
Op 13 februari 2015 kondigde de band via hun officiële Twitter-feed aan dat ze begonnen te werken aan hun achtste studioalbum. De band ging de opnamestudio in in augustus 2015 en voltooide begin november de opnamen van het album. De band nam elf nummers op voor het nieuwe album, waarmee dit hun kortste album tot nu toe is. Een akoestische versie van Home werd op 19 september live gespeeld in Las Vegas. Het album Home werd uitgebracht op 22 april 2016. Het titelnummer en de eerste single Home hadden de radiopremière op 16 december 2015. De officiële video voor Home ging in première in Billboard op 13 april 2016. Tim Palmer, die meewerkte aan de albums Any Man in America en Sway,  co-produceerde en mixte het album. Het nummer Home bereikte de top 30 van de Amerikaanse Adult Pop Songs-hitlijst.
Op 28 februari 2018 bracht Blue October de single I Hope You're Happy uit. Op 17 augustus 2018 bracht de band haar negende studioalbum I Hope You're Happy uit.

### 2020-heden
Blue October begon op 28 februari 2020 met de publicatie van de nieuwe single Oh My My, precies twee jaar na de publicatie van I Hope You're Happy. De single is afkomstig van het aankomende album This Is What I Live For. Justin Furstenfeld speelde andere nummers van het album, zoals The Weatherman, Fight For Love en Only Lost is Found, akoestisch tijdens zijn solo Open Book-shows of voor radiopromotie-optredens. Na de opname in de winter van 2019-2020, werd het album uitgebracht op 23 oktober 2020.
De Blue October-documentaire Get Back Up werd wereldwijd uitgebracht op 21 mei 2020. De band had gepland om in maart 2020 te gaan toeren, maar de tournee werd uitgesteld vanwege de COVID-19-pandemie. Na het spelen van een reeks kleinere akoestische buitenshows in Texas in de zomer van 2021, begon de This is What I Live For-tournee serieus in september 2021. Eind september testten Justin Furstenfeld en Matt Noveskey positief op Covid-19 en werden shows geannuleerd voor een week. Na een negatieve test werd de tournee op 21 oktober hervat. In 2022 is de band van plan om door Europa te toeren en in de zomer terug te keren naar Noord-Amerika voor een amfitheatertournee van kust tot kust met de Goo Goo Dolls.
Tijdlijn

## Discografie
Zie Discografie van Blue October